# Onze-Lieve-Vrouwekerk (Geervliet)

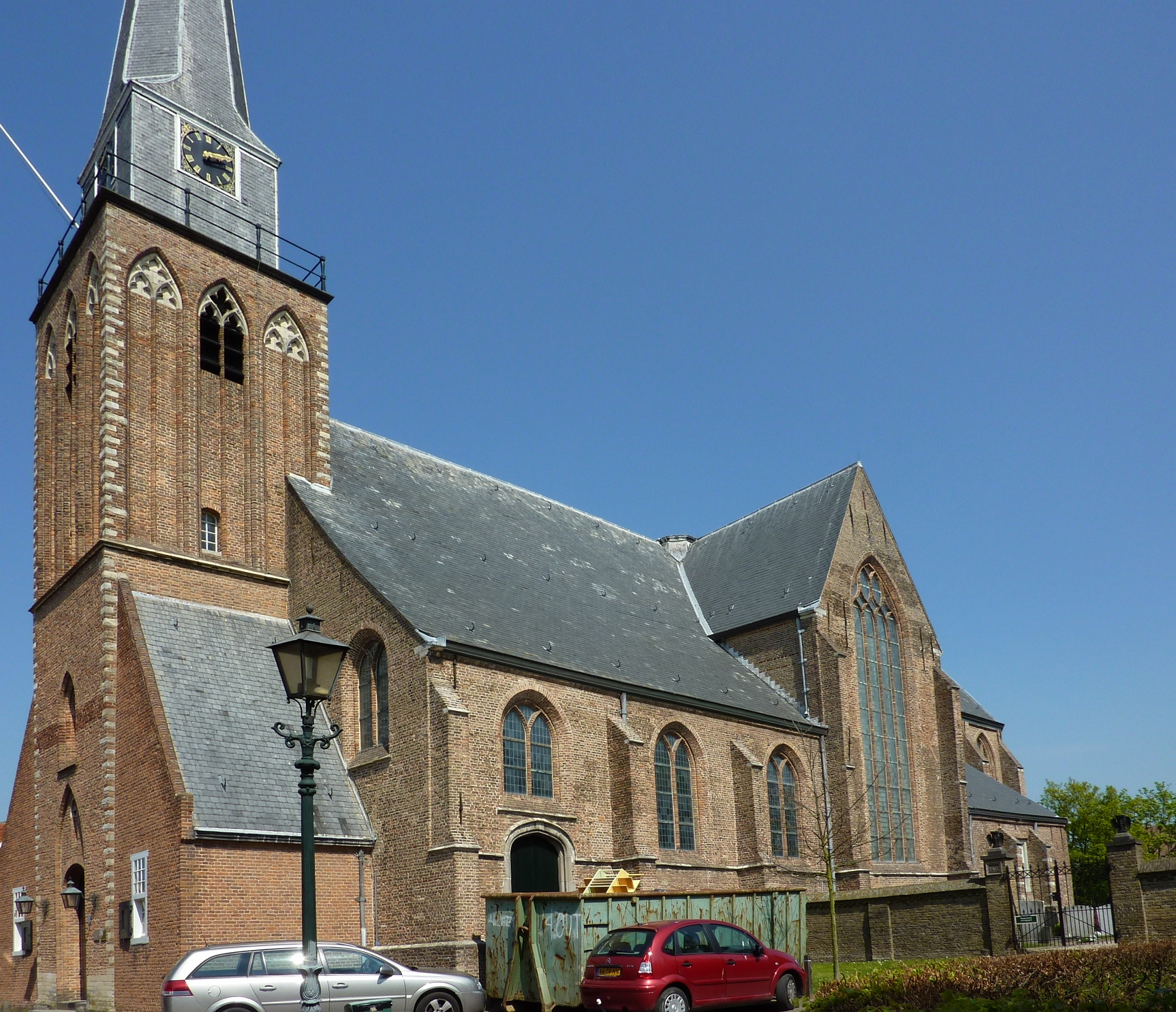
Die Onze-Lieve-Vrouwekerk

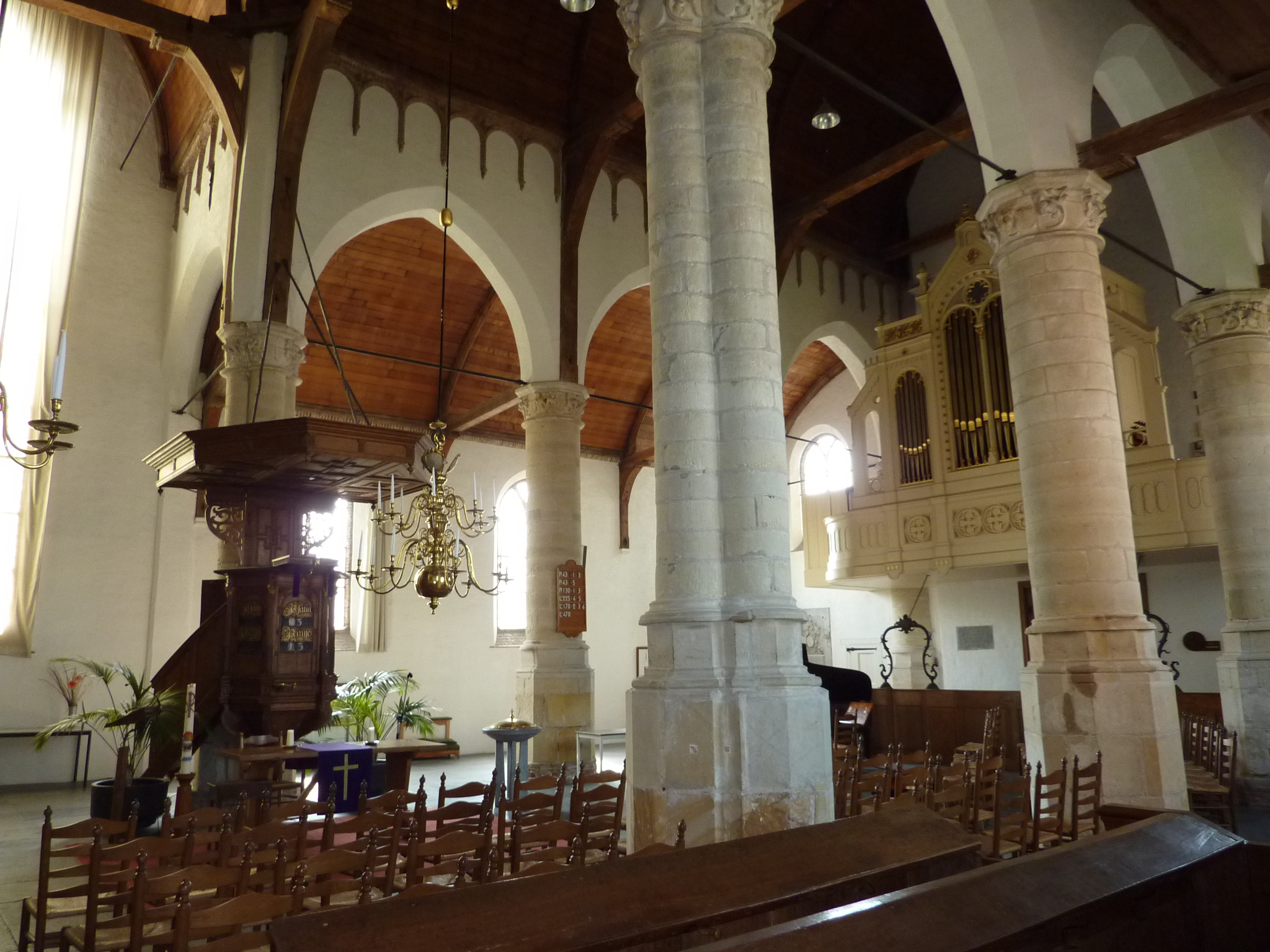
Inneres

Die Onze-Lieve-Vrouwekerk (deutsch Liebfrauenkirche) ist ein Kirchengemeinde der Protestantischen Kirche in den Niederlanden in Geervliet in der Gemeinde Nissewaard in der Provinz Südholland. Wie die meisten mittelalterlichen Kirchen dieser Provinz ist sie ein Werk der Backsteingotik. Seit dem Jahr 1966 ist die Kirche als Rijksmonument eingestuft.

## Geschichte
An einer Vorgängerkirche des heutigen spätgotischen Gotteshauses richtete Nicolaas van Putten 1307 ein Kollegiatstift ein. Er und seine Frau Aleidis van Strijen ruhen heute in einem marmornen Grabmal im Chor. Der in das Langhaus teilweise eingebaute Turm wurde in der ersten Hälfte, der einschiffige Langchor mit dreiseitigem Schluss in der zweiten Hälfte des 15. Jahrhunderts errichtet. 1515 wurde von einer großen Baufälligkeit berichtet. Danach erhielten das basilikale dreischiffige Langhaus und die Querhausarme ihre Gestalt. Nur der nördliche Langhausarm reicht über das Seitenschiff hinaus, der südliche Arm schließt an das Seitenschiff an, besitzt jedoch die Höhe des Mittelschiffes. Der Langchor und das nördliche Querschiff sind vom Gottesdienstraum abgetrennt, der gemäß reformierter Tradition auf die Predigtkanzel im Langhaus hin orientiert ist. Die Kirchengemeinde gehört zur 2004 geschaffenen Protestantse Kerk in Nederland und hat sich mit Nachbargemeinden zu dem Gemeindeverbund tweestromenland (Zweistromland) zusammengeschlossen.

## Orgel

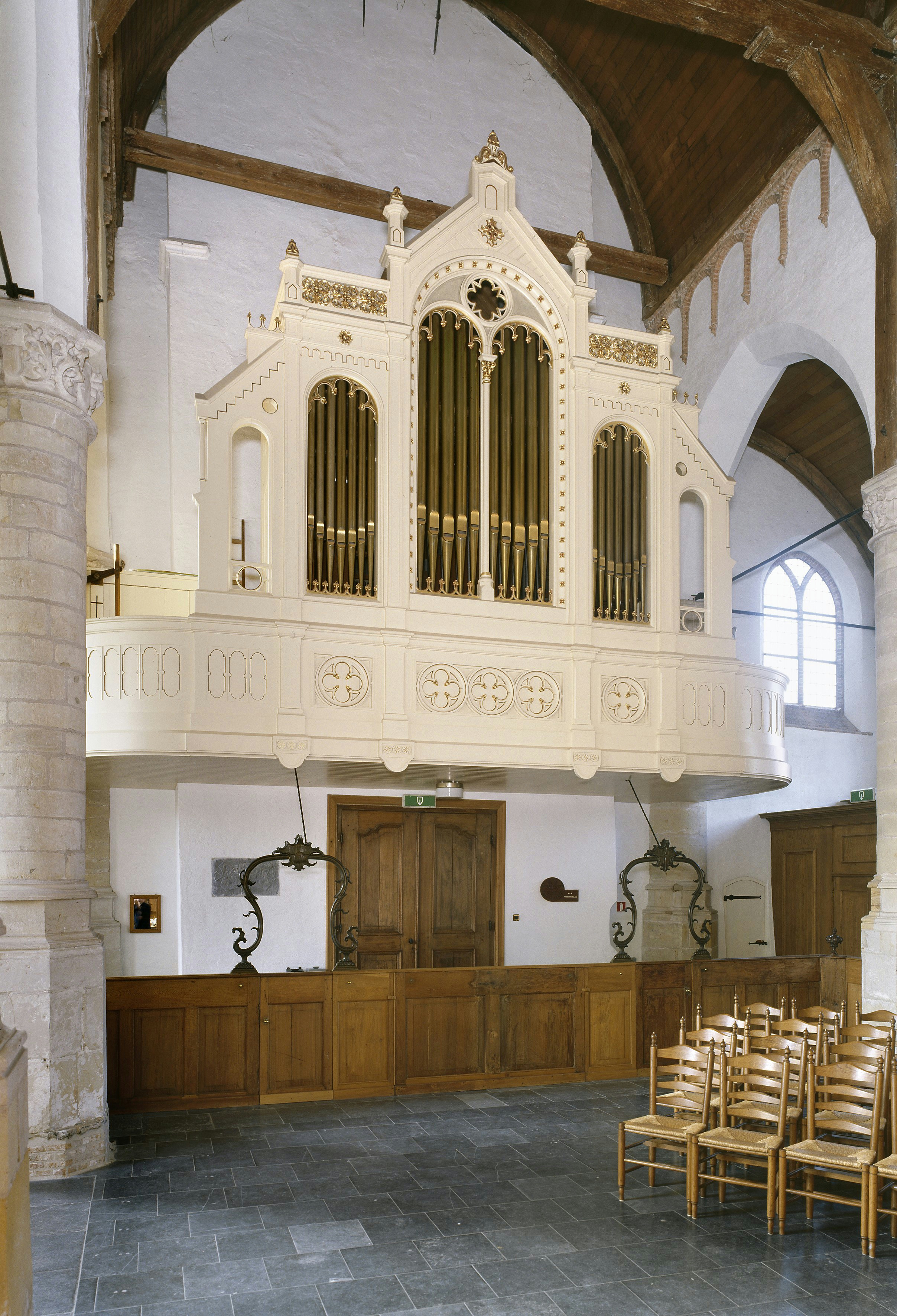
Blick auf die Orgel

Die Orgel wurde 1874 von der Orgelbaufirma Bätz-Witte gebaut. Sie stand zunächst in der Geerteskerk in Utrecht und wurde 1931 in die Julianakerk in Utrecht versetzt. 1985 wurde das Instrument in Geervliet aufgestellt. Das Instrument hat 16 klingende Register. Der Subbass im Pedal ist eine Transmission aus dem Hauptwerk.
| I Hauptwerk C–f3 |                |     |
| 1.               | Bourdon        | 16′ |
| 2.               | Prestant       | 8′  |
| 3.               | Roerfluit      | 8′  |
| 4.               | Octaaf         | 4′  |
| 5.               | Quint          | 3′  |
| 6.               | Octaaf         | 2′  |
| 7.               | Mixtuur        |     |
| 8.               | Cornet (D)     |     |
| 9.               | Trompet (B, D) | 8′  |

| II Nebenwerk C–f3 |           |    |
| 10.               | Prestant  | 8′ |
| 11.               | Holfluit  | 8′ |
| 12.               | Viola     | 8′ |
| 13.               | Salicet   | 4′ |
| 14.               | Fluit     | 4′ |
| 15.               | Gemshoorn | 2′ |
| 16.               | Dulciaan  | 8′ |

| Pedal C–d1 |                   |     |
| 17.        | Subbass (= Nr. 1) | 16′ |

- Koppel: I/P